# الكسندر غرانت (منافس ألعاب قوى)
الكسندر غرانت (بالإنجليزية: Alexander Grant)‏ هو منافس ألعاب قوى أمريكي، ولد في 16 أبريل 1875 في St. Marys, Ontario ‏ في كندا، وتوفي في 13 أكتوبر 1946 في Narberth, Pembrokeshire ‏ في المملكة المتحدة.

## وصلات خارجية
- ألكسندر غرانت على موقع أوليمبيديا (الإنجليزية)